# Linux Voice
Linux Voice war eine Linux- und Open-Source-Zeitschrift, die von 2014 bis 2016 sowohl im Druck als auch online im Vereinigten Königreich erschien und weltweit vertrieben wurde. Neun Monate nach Erscheinen wurden die Ausgaben unter einer Creative-Commons-Lizenz frei verfügbar gemacht.
Die Zeitschrift gründete sich aus einer erfolgreichen Indiegogo-Crowdfunding-Kampagne 2013, die über £ 100,000 einbrachte. Die Herausgeber waren davor bei Linux Format. Linux Voice plante 50 % ihrer jährlichen Einnahmen an FOSS-Projekte, die von Lesern ausgewählt werden zu spenden. Im Oktober 2016 wurde Linux Voice mit der britischen Ausgabe vom Linux Magazine zusammengelegt, da das Geschäftsmodell von Linux Voice nicht aufging.
Zusätzlich produziert das Team alle zwei Wochen einen Podcast.